# Madame Cézanne dans un fauteuil rouge
Madame Cézanne dans un fauteuil rouge (MFA) ou plus traditionnellement en France Portrait de madame Cézanne à la jupe rayée (env. 1877) est un tableau de Paul Cézanne qui représente Hortense Fiquet qui n'était pas encore mariée avec l'artiste.

## Histoire
L'œuvre est propriété du Museum of Fine Arts (MFA) de Boston, Massachusetts, États-Unis. 
Selon la section « Historique de propriété » (Provenance/Ownership History) du tableau, il a été acquis par le MFA le 9 novembre 1944, de Robert Treat Paine II, un mécène descendant d'une lignée prestigieuse de Robert Treat Paine, arrière-arrière-petit-fils d'un signataire de la Déclaration d'Indépendance américaine.